# Coronula diadema
Coronula diadema är en kräftdjursart som först beskrevs av Carl von Linné 1767.  Coronula diadema ingår i släktet Coronula och familjen Coronulidae. Inga underarter finns listade i Catalogue of Life.

## Bildgalleri

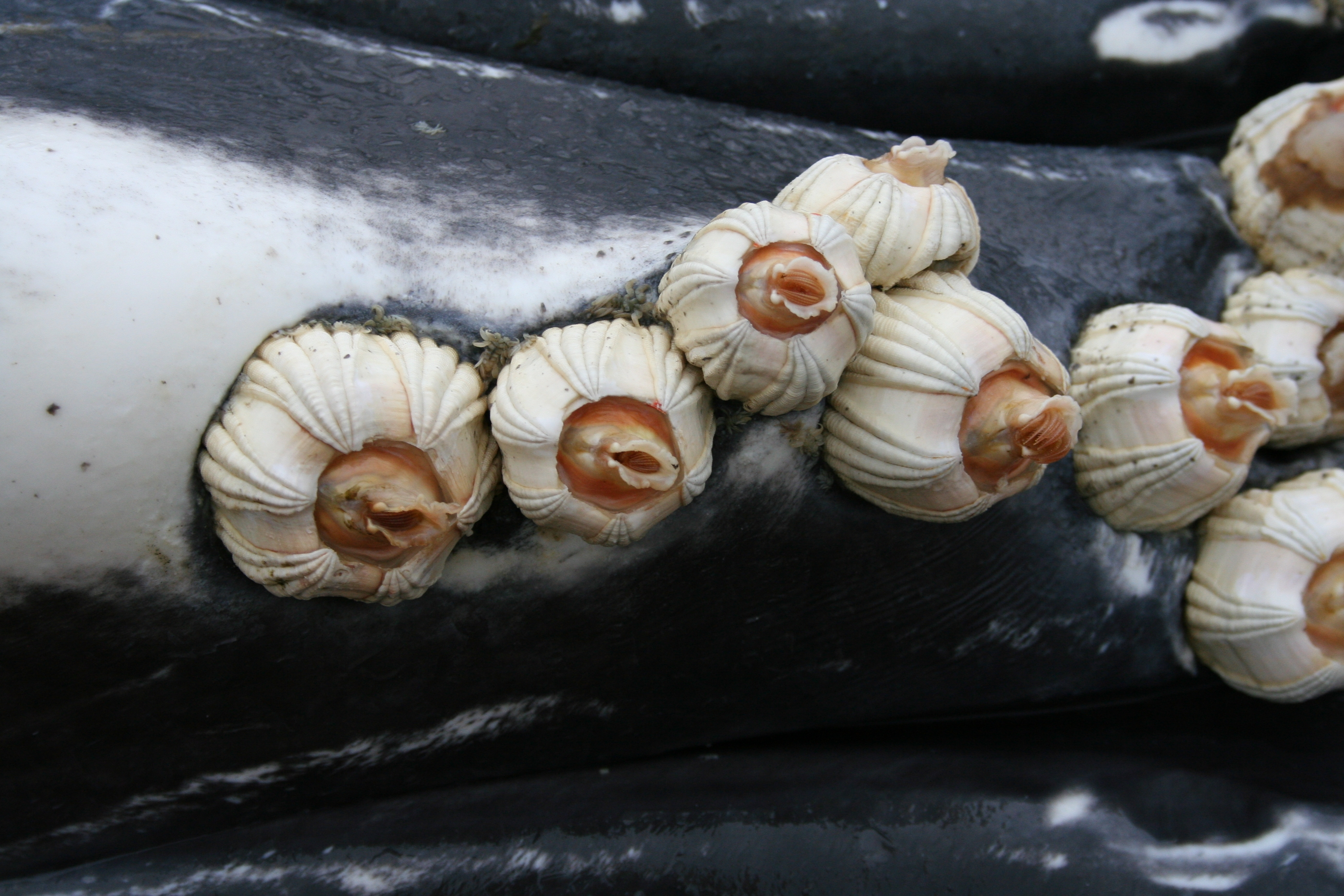
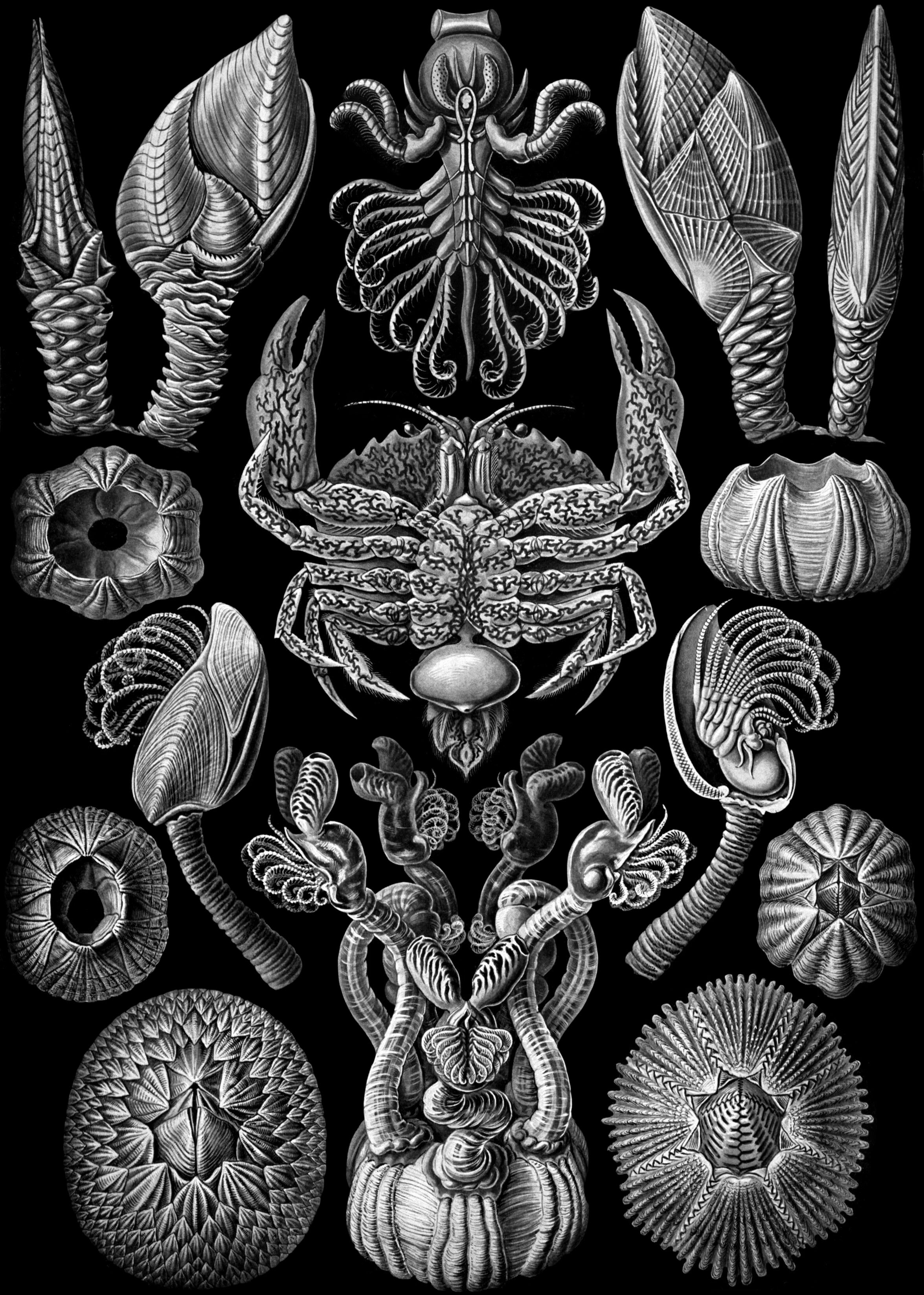
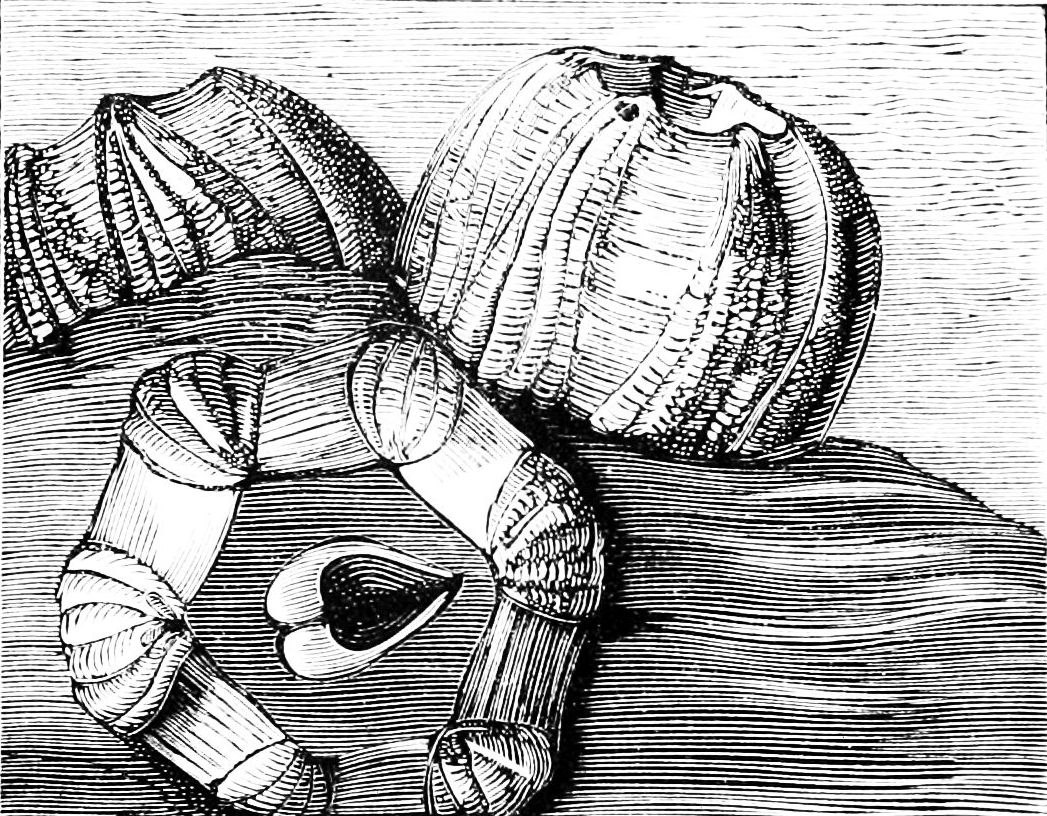